# Franqueville, Somme
Franqueville är en kommun i departementet Somme i regionen Hauts-de-France i norra Frankrike. Kommunen ligger i kantonen Domart-en-Ponthieu som tillhör arrondissementet Amiens. År 2022 hade Franqueville 158 invånare.

## Befolkningsutveckling
Antalet invånare i kommunen Franqueville
| Referens: INSEE |